# Сидней (аэропорт)
Международный аэропорт Сидней имени Кингсфорда Смита (ИАТА: SYD, ИКАО: YSSY) — крупнейший коммерческий аэропорт Австралии, расположенный в сиднейском районе Маскот примерно в десяти километрах от сиднейского центрального бизнес-района (Sydney CBD).
Сиднейский аэропорт является одним из старейших непрерывно функционирующих аэропортов в мире и самым загруженным в Австралии, обслужив в 2020—2021 годах около 8 миллионов пассажиров и обеспечив 119 428 взлётов/посадок воздушных судов. Аэропорт находится в ведении холдинга Sydney Airport Corporation Limited (SACL), генеральным директором является Джефф Калберт (Geoff Culbert).
Расположенный рядом с Ботаническим заливом аэропорт имеет три взлётно-посадочные полосы, в просторечии известные как «Восток-Запад» и две «Север-Юг», а также самую маленькую площадь территории по сравнению с другими аэропортами крупных городов континента.

## История
Аэропорт был основан в 1920 году первоначально под именем Аэропорт Сиднея, но в 1953 году был переименован в Международный аэропорт Сиднея имени Кингсфорда-Смита в честь одного из пионеров австралийской авиации.
Первые взлётно-посадочные полосы были построены в 1933 году и имели гравийное покрытие. В 1960-х года назрела необходимость в строительстве нового здания международного терминала, соответствующие работы были начаты в 1966 году и закончены 3 мая 1970 года с официальным открытием терминала королевой Елизаветой II. Первым Боингом 747, совершившим посадку в аэропорту Сиднея 4 октября 1970 года, стал «Jumbo Jet» («Джамбо-Джет») авиакомпании Pan American, бортовой номер N734PA.
В 1970-х годах были проведены работы по расширению и удлинению взлётно-посадочной полосы «Север-Юг», в результате чего полоса стала одной из самых длинных ВПП в южном полушарии. В конце 1960-х годов стали очевидны ограничения по пропускной способности двух пересекающихся взлётно-посадочных полос аэропорта. Руководство неоднократно и в течение нескольких десятилетий сталкивалось с задачей расширения пропускной способности ВПП, и в конечном итоге было принято решение о строительстве третьей ВПП, которая была построена параллельно существующей основной полосе «Север-Юг» на осушенных землях неподалёку от Ботанического залива.
После завершения строительства третьей взлётно-посадочной полосы вопрос о её целесообразности так и остался открытым, поскольку с увеличением объёма авиаперевозок значительно возросли выбросы загрязняющих веществ и уровень шума в пригородных районах Сиднея. В 1990-х годах была сформирована общественная организация «No Aircraft Noise Party», выступающая за кардинальное снижение авиационного шума и получившая широкую поддержку у жителей пригородных районов Сиднея близ аэропорта. С общего согласия руководство аэропорта внесло в недавно избранное правительство Джона Говарда несколько предложений:
1. сохранение «комендантского часа» (почти полное отсутствие полётов реактивных лайнеров с 23:00 до 06:00 местного времени);
2. постоянная смена взлётно-посадочных полос для заходов на посадку и взлётов реактивных лайнеров (вместо сосредоточения этих операций на основной ВПП);
3. когда это возможно — использование курсов для захода на посадку над водной территорией вообще и над Ботаническим заливом в особенности;
4. продолжение реализаций мероприятий по снижению уровня шума самолётов на взлёте.

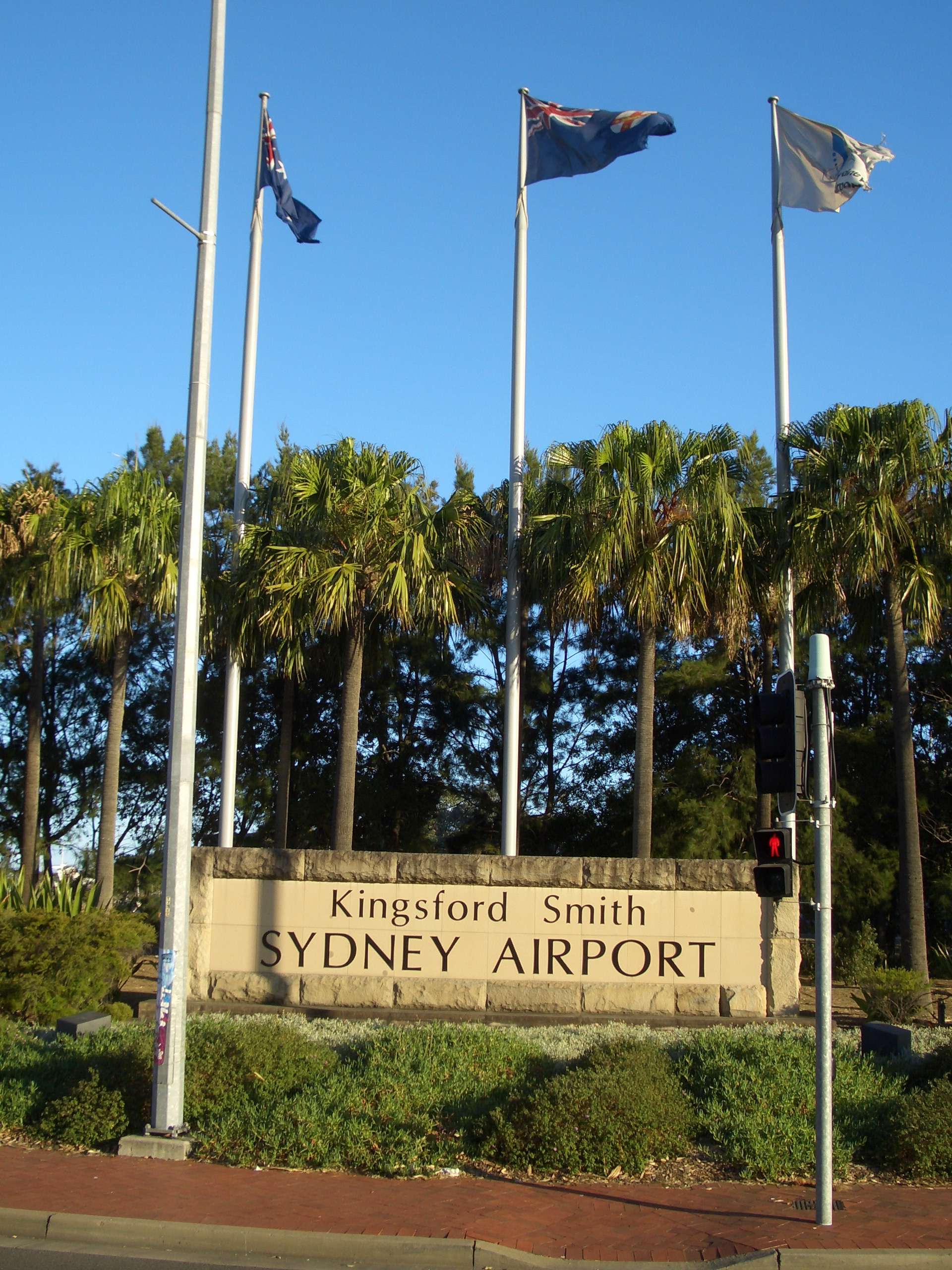
Въезд в Аэропорт Сиднея

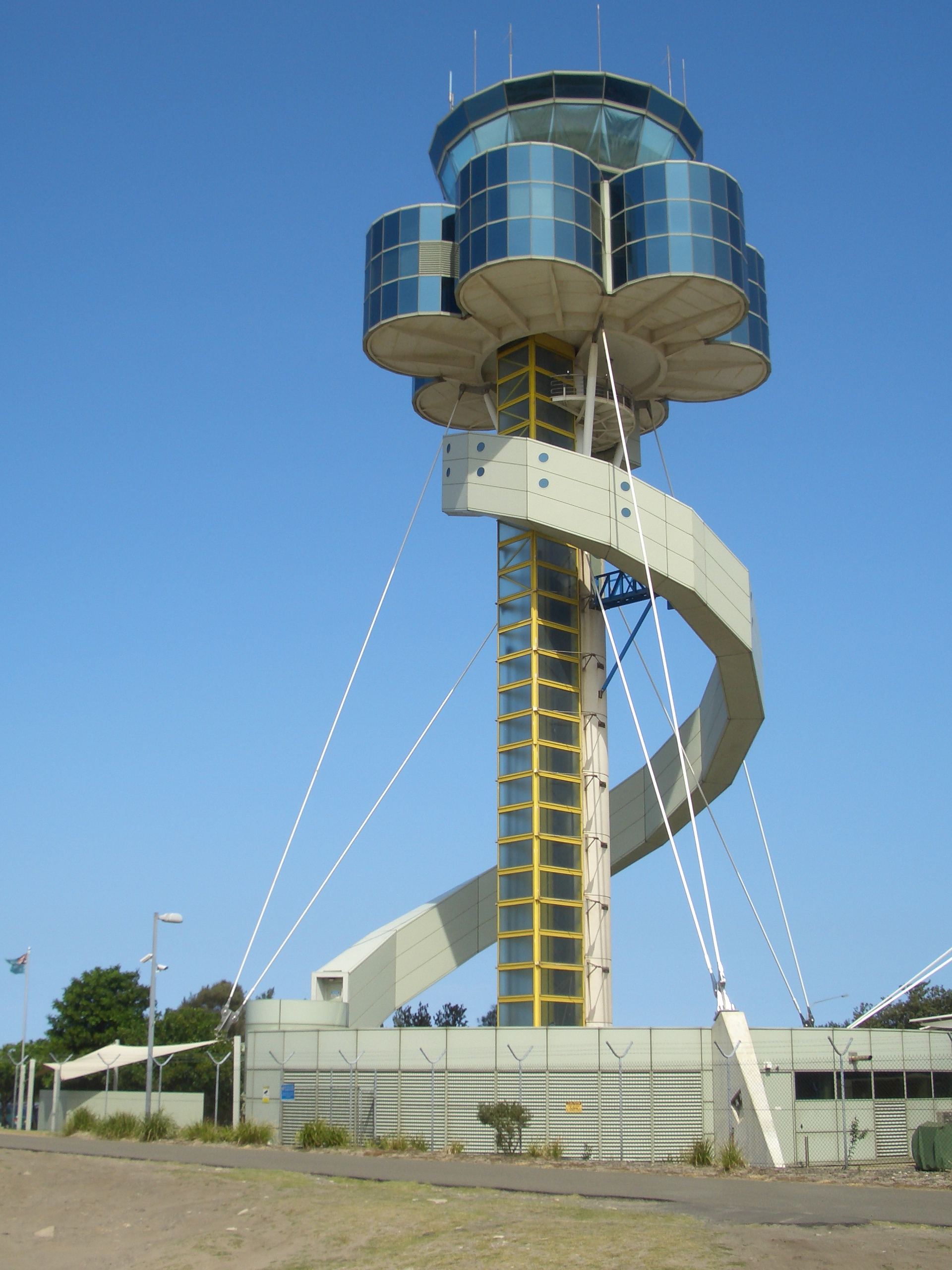
Контрольная вышка аэропорта

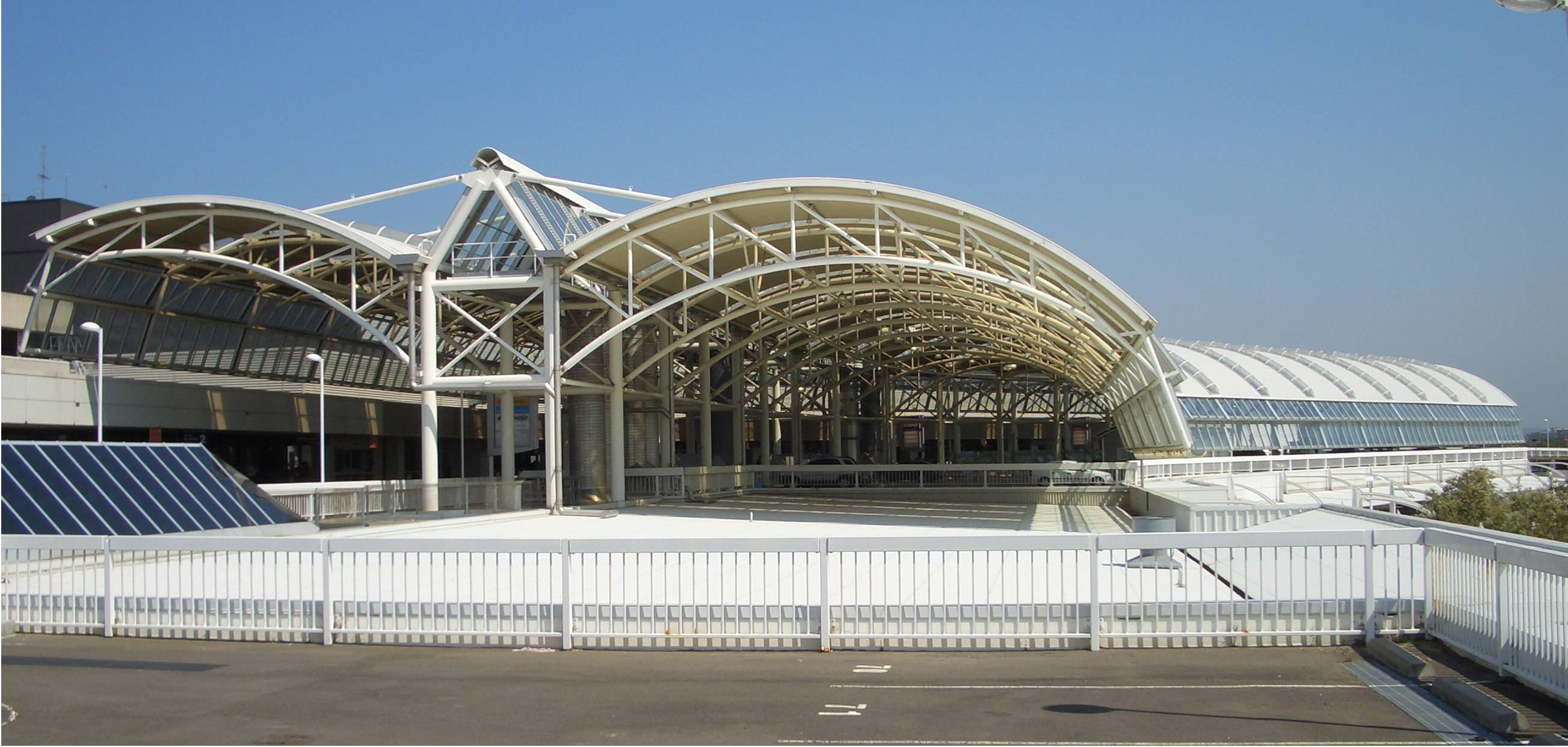
Аэропорт Сиднея

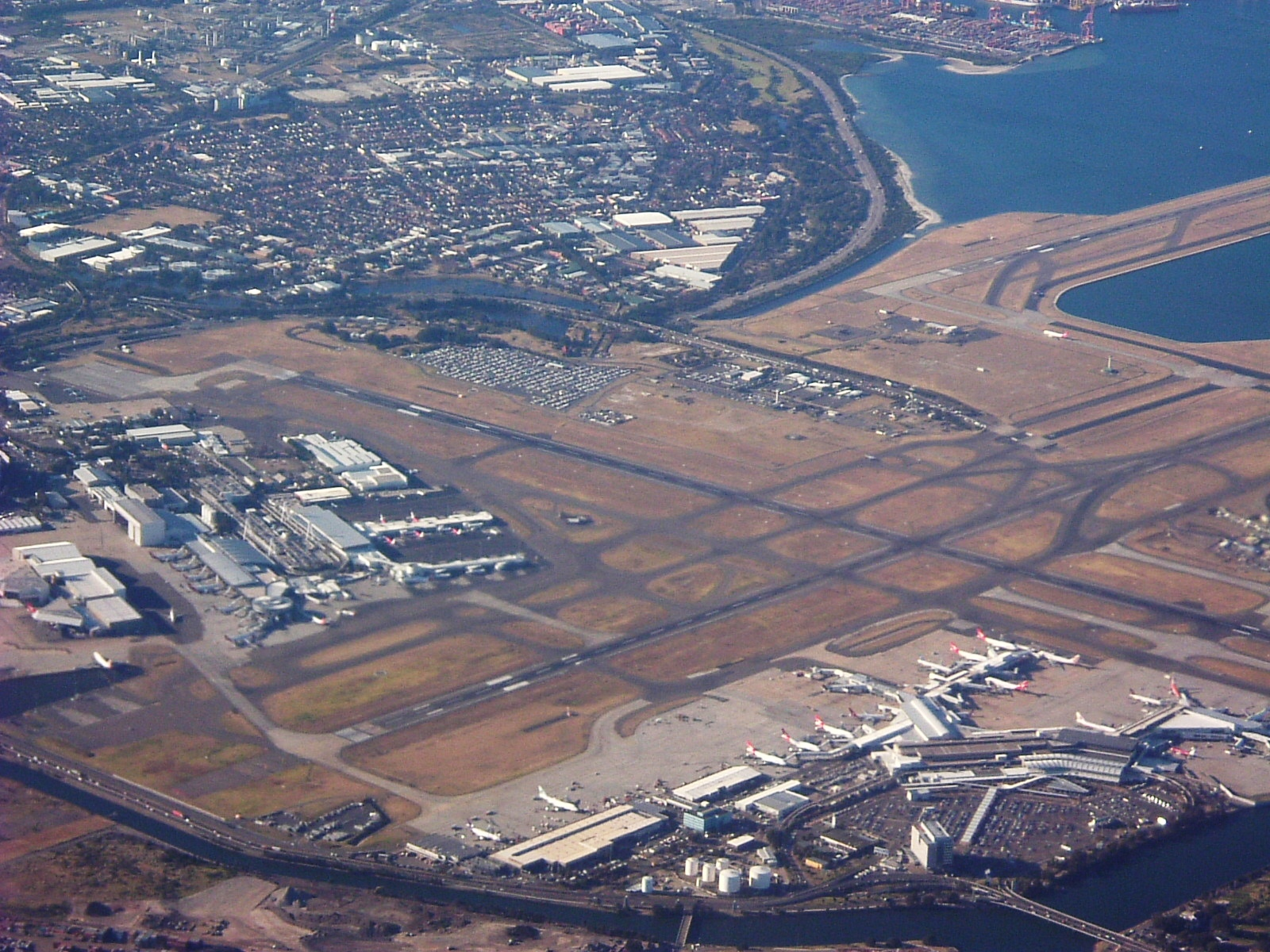
Вид с воздуха

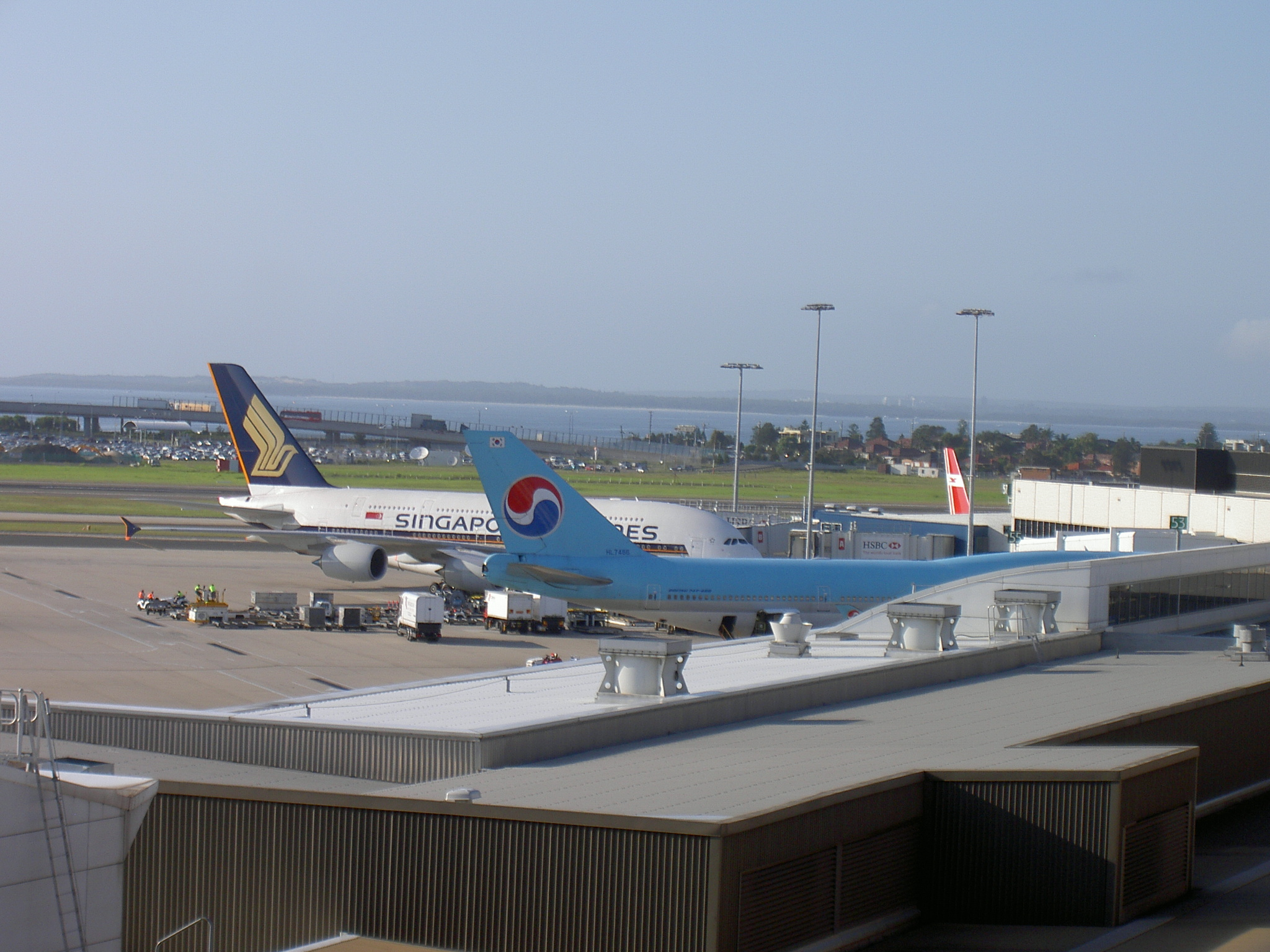
Airbus A380 Singapore Airlines и Boeing 747 Korean Air в аэропорту Сиднея

В 2002 году Sydney Airports Corporation Limited (Корпорация по управления сиднейскими аэропортами), позднее переименованная в Sydney Airport Corporation Limited (Корпорацию по управлению сиднейским аэропортом), была продана правительством Австралии холдингу Southern Cross Airports Corporation Holdings Ltd., контрольный пакет акций которого, в свою очередь, принадлежал инвестиционному банку реконструкции и развития Macquarie Bank.
Здание международного пассажирского терминала было расширено в 1992 году и с тех пор неоднократно подвергалось реконструкции и перепланировке. Один из таких планов по расширению аэропорта реализуется в настоящее время, рассчитан на двадцать лет (с 2005 по 2025 годы) и включает в себя возведение дополнительного многоэтажного офисного здания, расширение международного и внутреннего пассажирских терминалов и строительство многоуровненой автомобильной стоянки. Все эти планы инвестиционного банка Macquarie Bank также вызывают немало споров, поскольку проводятся без необходимого в данном случае юридического согласования с местным самоуправлением пригорода Сиднея.

## Инфраструктура аэропорта

### Пассажирские терминалы
Аэропорт Сиднея имеет три пассажирских терминала. Терминал международных направлений отделён от остальных двух терминалов одной из взлётно-посадочных полос, поэтому пассажиры должны иметь некоторый запас времени для своего перемещения между зданиями. Между международным и внутренними терминалами с 6:00 до 20:50 курсирует бесплатный автобус T-Bus Service, продолжительность поездки составляет около 10 минут.

#### Терминал 1
Терминал 1 для обслуживания рейсов международных направлений находится в северо-западном секторе аэропорта, имеет 25 телетрапов и достаточное количество выходов на посадку к стоянкам самолётов. Терминал сертифицирован под приём аэробусов A380, и в настоящее время обслуживает A380 на маршрутах в Сингапур (авиакомпания Singapore Airlines), Лос-Анджелес и Лондон (Qantas Airways), Дубай и Окленд (Emirates).
Залы вылета и прибытия расположены на разных уровнях Терминала. Зона отправления В содержит выходы на посадку (гейты) номерами с 8 до 37, зона отправления С содержит гейты с номерами с 50 по 63. Зал прибытия оперирует двенадцатью багажными каруселями и находится на первом этаже здания Терминала.
Терминал 1 был сдан в эксплуатацию (и с тех пор значительно расширен и реконструирован) в начале 1970-х годов и по функциональности заменил старый пассажирский терминал, на месте которого сейчас находится новое здание Терминала 3.

#### Терминал 2
Терминал 2 для обслуживания внутренних рейсов находится в северо-восточном секторе аэропорта, имеет 12 телетрапов и ряд удалённых стоянок самолётов. В Терминале главным образом обслуживаются авиакомпании Virgin Blue, Regional Express, Jetstar, Aeropelican Air Services и некоторые рейсы QantasLink.
Обслуживание в Терминале 2 является частично-разделённым: на нулевом этаже производятся операции по вылету и прибытию пассажиров, а на первом этаже находятся зоны регистрации билетов и получения багажа.

#### Терминал 3
Терминал 3 для внутренних перевозок также находится в северо-восточном секторе аэропорта и предназначен для обслуживания рейсов авиакомпании Qantas и частично QantasLink. Терминал содержит 14 телетрапов, в том числе два двойных телетрапа. Все площадки между телетрапами рассчитаны на приём самолётов Boeing 747, но в большинстве своём в настоящее время Терминал обслуживает самолёты Airbus A330.
Терминал 3 имеет крупнейший зал повышенной комфортности для пассажиров-членов привилегированной программы Qantas Club, а также большое количество торговых точек и кафе. В прежние времена Терминал обслуживал рейсы авиакомпании Trans Australia Airlines, затем рейсы Australian Airlines и только потом перешёл к обработке рейсов Qantas.

#### Другие терминалы
В аэропорту к востоку от Терминала 2 имеется здание четвёртого пассажирского терминала, который не имеет телетрапов и ранее обслуживал рейсы низкобюджетных авиакомпаний. В настоящее время Терминал 4 выведен из эксплуатации.
Грузовой терминал аэропорта находится к северу от пассажирского Терминала 1.

## Комендантский час
В 1995 году правительство Австралии провело через парламент страны Закон «О комендантском часе Аэропорта Сиднея», который юридически ограничил время работы аэропорта. Принятие Закона было обусловлено усилиями правительства по снижению многочисленных жалоб жителей на самолётный шум.
Комендантский час запрещает (за редкими исключениями) проведение взлётов и посадок самолётов ежедневно в период с 23 часов вечера до 6 часов утра. Часто случающиеся задержки рейсов по погодным условиям и невозможность пассажиров вылететь задержанными рейсами в ночное время заставляет их дожидаться утреннего открытия аэропорта.

## Предложения по второму аэропорту
Идея строительства второго коммерческого аэропорта Сиднея муссируется начиная с 1964 года. В период с 1987 до 2000 года объём внутренних пассажирских перевозок в действующем сиднейском аэропорту удвоился и составил 27 миллионов человек в год, международные перевозки также увеличились на 8 миллионов и составили 15 млн пассажиров в год. Практически половина всех регулярных рейсов в Австралию выполняются через аэропорт Сиднея, в 1998 году порт обслужил 45 % всех международных рейсов континента.
Под строительство нового аэропорта правительство страны приобрело большую часть требуемого участка земли в западном пригороде Сиднея — районе Бэджерис-Крик, проезд в который осуществляется по автомобильной магистрали М7. Строительство нового аэропорта началось в 2018 году и его открытие планируется на январь 2026 года.

## Объёмы перевозок

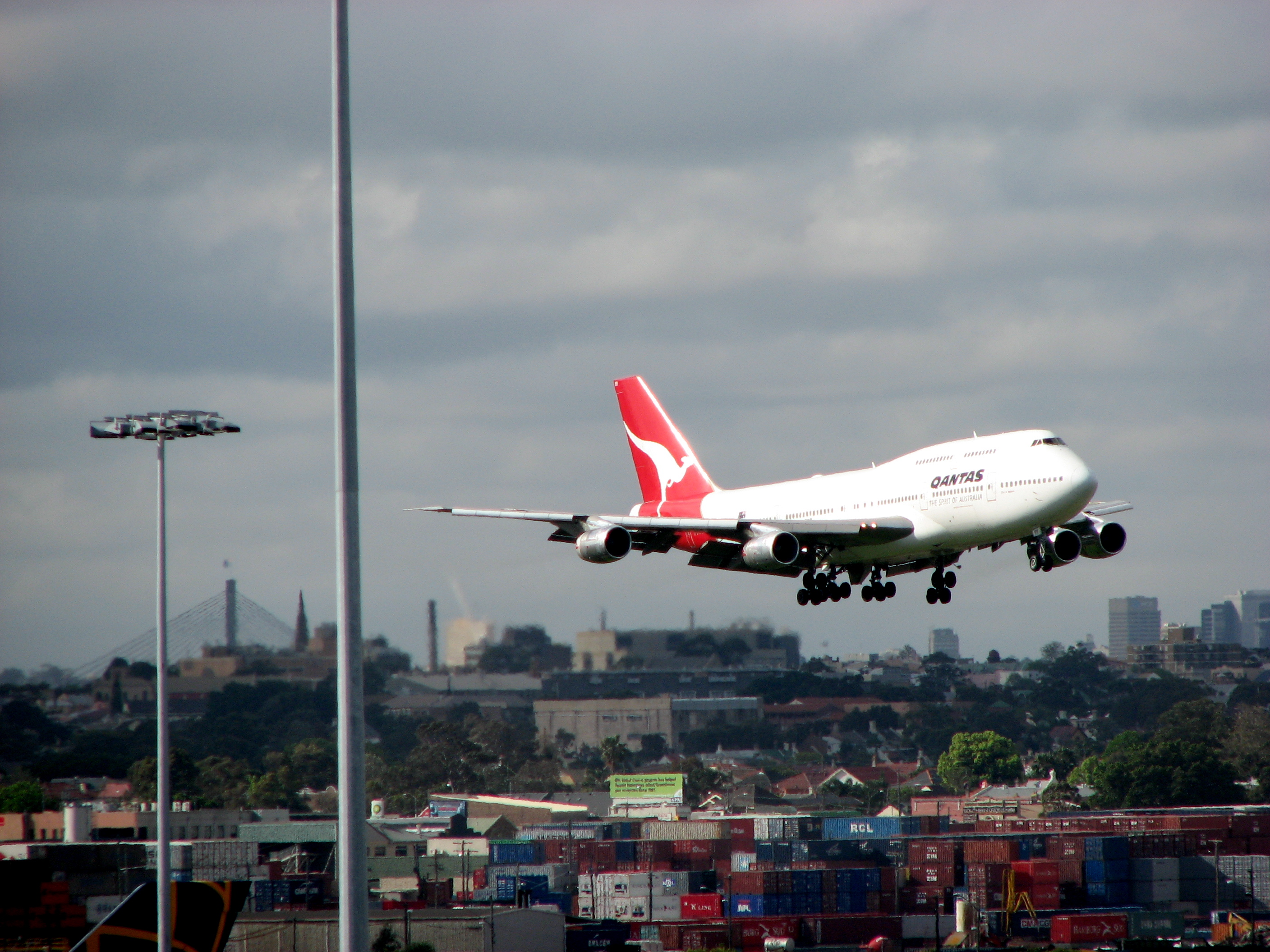
Посадка Boeing 747-300 авиакомпании Qantas в Аэропорту Сиднея

| Место | Аэропорт     | Обслужено пассажиров | % Изменение |
| ----- | ------------ | -------------------- | ----------- |
| 1     | Мельбурн     | 1 728 100            | ▼73,8       |
| 2     | Брисбен      | 1 237 600            | ▼65,0       |
| 3     | Голд-Кост    | 773 700              | ▼61,9       |
| 4     | Аделаида     | 616 700              | н/д         |
| 5     | Байрон-Бей   | 509 600              | ▲53,2       |
| 6     | Перт         | 344 500              | ▼72,8       |
| 7     | Хобарт       | 282 600              | ▼48,3       |
| 8     | Кэрнс        | 249 100              | ▼59,3       |
| 9     | Саншайн-Кост | 229 400              | ▼51,8       |
| 10    | Канберра     | 166 000              | н/д         |

| Место | Аэропорт     | Обслужено пассажиров | % Изменение |
| ----- | ------------ | -------------------- | ----------- |
| 1     | Окленд       | 390 681              | ▼75,6       |
| 2     | Сингапур     | 333 097              | ▼78,3       |
| 3     | Лос-Анджелес | 218 441              | ▼76,0       |
| 4     | Гонконг      | 212 103              | ▼82,3       |
| 5     | Дубай        | 189 344              | ▼75,2       |
| 6     | Доха         | 184 643              | ▼64,1       |
| 7     | Куала-Лумпур | 137 987              | ▼77,9       |
| 8     | Токио        | 118 107              | ▼76,0       |
| 9     | Гуанчжоу     | 103 409              | ▼74,6       |
| 10    | Нади         | 102 962              | ▼80,3       |

Данные из запроса в Викиданные.

## Авиакомпании и направления
Источник:  